# Ястребарсько

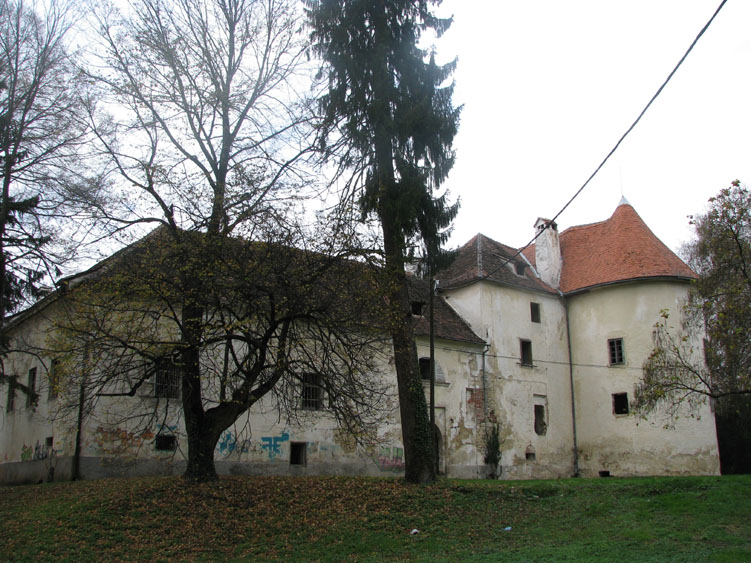
Палац сім'ї Ердьоді

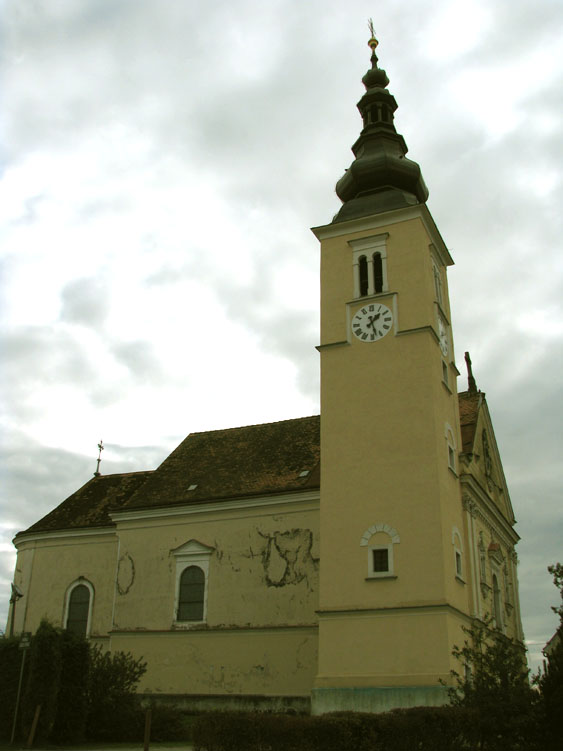
Церква св. Миколи

Ястребарсько (хорв. Jastrebarsko) — місто в Загребській жупанії Хорватії. 
Ястребарсько розташоване за 26 кілометрів на північний захід від Загреба і за 20 кілометрів на північний схід від Карловаца. Через місто проходить залізниця Загреб Карловац — Рієка, по околиці міста йде автомагістраль А1 Загреб — Спліт — Плоче.
Ястребарсько вперше згадане в 1249. Головні визначні пам'ятки міста — палац сім'ї Ердьоді, монастир цистерціанців, парафіяльна церква св. Миколи, стара ратуша, в якій розташований міський музей.
Уродженцем Ястребарська є визначний хорватський художник Любо Бабич.

## Населення
Населення громади за даними перепису 2011 року становило 15 866 осіб, 3 з яких назвали рідною українську мову. Населення самого міста становило 5 493 осіб.
Динаміка чисельності населення громади:
Динаміка чисельності населення міста:

## Населені пункти
Крім міста Ястребарсько, до громади також входять: 
- Белчичі
- Бреброваць
- Брезари
- Брезник-Плешивицький
- Буковаць-Светоянський
- Целине
- Црна Млака
- Цветкович
- Чабдин
- Чеглє
- Чрниловець
- Доляньський Ярак
- Домагович
- Доня Река
- Доній Десинець
- Драга-Светоянська
- Драгованщак
- Голяк
- Гориця-Светоянська
- Горня Купчина
- Горня Река
- Горній Десинець
- Грабарак
- Грачаць-Славетицький
- Гуці-Драганицькі
- Храстє Плешивицько
- Храща
- Іванчичі
- Ізим'є
- Юр'євчани
- Купеч-Дол
- Ланище
- Локошин Дол
- Малунє
- Миладини
- Новаки-Петровинські
- Ореш'є-Окицько
- Палюги
- Павловчани
- Песак
- Петровина
- Плешивиця
- Прхоч
- Прилип'є
- Продин Дол
- Растоки
- Редов'є
- Славетич
- Средняк
- Станково
- Шпигелський Брег
- Тихочай
- Топлицє
- Влашковець
- Волав'є
- Вранов Дол
- Вукшин Шипак
- Здихово

## Клімат
Середня річна температура становить 10,42°C, середня максимальна – 24,58°C, а середня мінімальна – -6,26°C. Середня річна кількість опадів – 1034 мм.
| Клімат міста                                  | Клімат міста | Клімат міста | Клімат міста | Клімат міста | Клімат міста | Клімат міста | Клімат міста | Клімат міста | Клімат міста | Клімат міста | Клімат міста | Клімат міста | Клімат міста |
| Показник                                      | Січ.         | Лют.         | Бер.         | Квіт.        | Трав.        | Черв.        | Лип.         | Серп.        | Вер.         | Жовт.        | Лист.        | Груд.        |              |
| Середній максимум, °C                         | 6,15         | 8,33         | 12,46        | 16,84        | 21,58        | 24,58        | 24,24        | 23,64        | 19,84        | 14,64        | 8,94         | 5,01         |              |
| Середня температура, °C                       | −0,05        | 2,13         | 6,25         | 10,62        | 15,37        | 18,36        | 20,24        | 19,65        | 15,84        | 10,65        | 4,94         | 1,02         |              |
| Середній мінімум, °C                          | −6,26        | −4,08        | 0,04         | 4,43         | 9,17         | 12,13        | 16,23        | 15,64        | 11,85        | 6,65         | 0,96         | −2,99        |              |
| Норма опадів, мм                              | 55           | 56           | 70           | 78           | 85           | 111          | 99           | 100          | 101          | 100          | 102          | 77           |              |
| Середньомісячна швидкість вітру, м/с          | 1.51         | 1.70         | 2.10         | 2.00         | 1.89         | 1.70         | 1.67         | 1.50         | 1.46         | 1.50         | 1.60         | 1.58         |              |
| Середньомісячна сонячна радіація, кДж/м²·день | 4159         | 6865         | 10429        | 14901        | 19067        | 20793        | 21770        | 18846        | 13891        | 8662         | 4543         | 3326         |              |
| --------------------------------------------- | ------------ | ------------ | ------------ | ------------ | ------------ | ------------ | ------------ | ------------ | ------------ | ------------ | ------------ | ------------ | ------------ |
| Джерело:                                      |              |              |              |              |              |              |              |              |              |              |              |              |              |